# Језеро Карачај
Језеро Карачај (рус. Карача́й) је мало језеро у јужном Уралу у западној Русији. Почев од 1951. Совјетски Савез је користио ово језеро за одлагање радиоактивног отпада из оближње фабрике за репроцесирање нуклеарног отпада, Мајак, која се налазила близу града Озјорска (тада познатог под именом Чељабинск-40).

## Тренутни статус
Према извештају о нуклеарном отпаду Ворлдвоч института из Вашингтона, језеро Карачај је нуклеарним отпадом најзагађеније место на Земљи. Језеро је акумулирало око 4,44 екса бекерела (EBq) радиоактивности, укључујући 3,6 EBq цезијума-137 и 0,74 EBq стронцијума-90. Поређења ради, у Чернобиљској катастрофи је испуштено између 5 и 12 EBq радиоактивности, али ова радијација није концентрисана на једној локацији.
Ниво радијације близу места где је радиоактивни отпад одлаган је 1990. године био 600 рендгена по сату, по тврдњама америчког Савета за одбрану природних ресурса из Вашингтона, што је више него довољно да човека изложи смртоносној дози зрачења у року од сат времена.

## Историја
Почев од шездесетих година 20. века, језеро је почело да се исушује; његова површина је пала са 0,5 km² на 0,15 km² до краја 1993. 1968, након суше која је погодила област, ветар је разносио радиоактивне честице са исушеног корита језера, изложивши пола милиона људи зрачењу од 185 петабекерела (5 MCi).
Између 1978. и 1986, језеро је испуњено са скоро 10.000 шупљих бетонских блокова како би се спречило померање седимената.